# الصفائح الذهبية

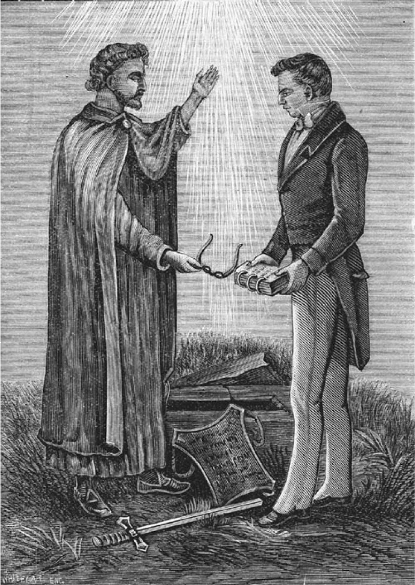
جوزيف مع موروني

الصفائح الذهبية صفائح من ذهب مكتوب عليها بالنقش وبشكل كتاب قال جوزيف سميث إنه تلقاها من ملاك اسمه موروني في 22 سبتمبر 1827 في مانشتستر نيويورك بعدما كانت مخبأة في صندوق مدفون. قال سميث إنه ترجمها إلى كتاب المورمون وشهد على رؤيتها 11 شخص وبعدها أعادها. حسب كتاب المورمون نقش الصفائح نبي مؤرخ من حضارة أمريكية قبل كولومبوس اسمه مورمون وابنه موروني الذي دفن الصفائح قبل موته في عام 400 م لتظهر بعد أكثر من ألف سنة في عام 1827 م.